# Yann Ehrlacher
Yann Ehrlacher (Mulhouse, 1996. július 4. –) francia autóversenyző, a túraautó-világkupa kétszeres győztese,

## Magánélete
Édesapja, Yves Ehrlacher egykori labdarúgó, valamint nagybátyja a négyszeres túraautó-világbajnok, Yvan Muller.

## Pályafutása
2013-ban a Volkswagen Scirocco R-Cup sorozatban kezdte profi pályafutását és 2014-ben is maradt a sorozatban, ahol a junior kategóriában a 3. helyen végzett. Ebben az évben a Mitjet 2L sorozat bajnoka lett az Yvan Muller Racingnél.
2015-ben a Mitjet Touring sorozatban lett bajnok, miután 12 győzelmet szerzett.
2016-ban továbbra is nagybátyja csapatában versenyzett, de már az Európai Le Mans-szériában az LMP3-as kategóriában. Egy győzelmet szerzett csapattársaival és az összetett bajnokságban a 8. helyen végeztek.
2017-ben a túraautó-világbajnokságban (WTCC) a francia RC Motorsport pilótája lett egy Lada Vestát vezetésével. Argentínában a fő versenyen az első rajtkockából indulva első nemzetközi győzelmét szerezte. Kínában szintén pole-ból indulhatott, de végül a második helyen zárt. Az összett pontversenyben a 10. lett 90 egységgel.
2018-ra a WTCC  és TCR nemzetközi sorozat összeolvadásával jött létre a túraautó világkupa (WTCR), ahol a német Münnich Motorsport igazolta le, amely alakulat egy Honda Civic Type R TCR-rel indította. Az évadban két versenyt is győzelemmel zárt. 2019-re átigazolt a visszatérő svéd Cyan Racinghez egy új márkával, a kínai Lynk & Co-val. A szezonban nem sikerült nyernie, de 6 alkalommal is ott volt a pódiumon. A 2020-as idényben márkatársa lett nagybátyja, Yvan Muller. A kiírás a koronavírus-járvány miatt csak jóval később indulhatott meg a belgiumi Zolderben. A legelső hétvégén rögtön megnyerte az első időmérőedzést és második futamot is. Innentől kezdve végig ott volt az élmezőnyben. A szezonzáró hétvége első versenyén, Aragóniában megnyerte a bajnokságot, amivel a sorozat történetének legfiatalabb bajnoka lett a maga 24 évével.

## Eredményei

### Teljes Európai Le Mans-széria eredménylistája
| Év   | Csapat         | Osztály | Kasztni      | Motor                  | 1      | 2     | 3      | 4      | 5      | 6      | Helyezés | Pont |
| ---- | -------------- | ------- | ------------ | ---------------------- | ------ | ----- | ------ | ------ | ------ | ------ | -------- | ---- |
| 2016 | M.Racing - YMR | LMP3    | Ligier JS P3 | Nissan VK50VE 5.0 L V8 | SIL Ki | IMO 5 | RBR 10 | LEC Ki | SPA Ki | EST 1  | 8.       | 36   |
| 2017 | M.Racing - YMR | LMP3    | Norma M30    | Nissan VK50VE 5.0 L V8 | SIL 10 | MNZ   | RBR Ki | LEC Ki | SPA Ki | ALG Ki | 25.      | 1    |
| 2019 | M Racing       | LMP3    | Norma M30    | Nissan VK50VE5.0 L V8  | LEC 9  | MNZ   | CAT 11 | SIL 8  | SPA    | ALG    | 19.      | 7,5  |

### Teljes WTCC-s eredménysorozata
| Ki | 12 | 11 | 9 | 8 | 8 | 9 | 9 | 9 | 11 | 1 | 8 | 2 | 8 | 2 | 7 | 12 | 14 | 13 | 12 |

† A versenyt nem fejezte be, de helyezését értékelték, mert a versenytáv több, mint 75%-át teljesítette.

### Teljes WTCR-es eredménysorozata
| Év   | Csapat                          | Autó                   | 1   | 1   | 1   | 2   | 2   | 2   | 3   | 3   | 3   | 4   | 4   | 4   | 5   | 5   | 5   | 6   | 6   | 6   | 7   | 7   | 7   | 8   | 8   | 8   | 9   | 9   | 9   | 10  | 10  | 10  | Helyezés | Pont |
| 2018 | ALL-INKL.COM Münnich Motorsport | Honda Civic Type R TCR | MAR | MAR | MAR | HUN | HUN | HUN | GER | GER | GER | NED | NED | NED | POR | POR | POR | SVK | SVK | SVK | CHN | CHN | CHN | WUH | WUH | WUH | JPN | JPN | JPN | MAC | MAC | MAC | 10.      | 204  |
| ---- | ------------------------------- | ---------------------- | --- | --- | --- | --- | --- | --- | --- | --- | --- | --- | --- | --- | --- | --- | --- | --- | --- | --- | --- | --- | --- | --- | --- | --- | --- | --- | --- | --- | --- | --- | -------- | ---- |
| 2018 | ALL-INKL.COM Münnich Motorsport | Honda Civic Type R TCR | 7   | 4   | 4   | 1   | Ki  | 4   | 19  | 6   | Ki  | 1   | 2   | 6   | Ki  | 7   | 7   | 6   | 9   | 14  | 8   | 18† | 19  | 18  | 15  | 12  | Ki  | 9   | Ki  | 14  | 6   | 5   | 10.      | 204  |
| 2019 | Cyan Performance Lynk & Co      | Lynk & Co 03 TCR       | MAR | MAR | MAR | HUN | HUN | HUN | SVK | SVK | SVK | NED | NED | NED | GER | GER | GER | POR | POR | POR | CHN | CHN | CHN | JPN | JPN | JPN | MAC | MAC | MAC | MAL | MAL | MAL | 9.       | 222  |
| 2019 | Cyan Performance Lynk & Co      | Lynk & Co 03 TCR       | 8   | 3   | Ki  | Ki5 | Ki  | 3   | 22  | 17  | 20  | 74  | 8   | 21  | 6   | Ki  | Ki  | 23  | 8   | 3   | 13  | 14  | 2   | 12  | 15  | 19  | 85  | 6   | 8   | 14  | 7   | 16  | 9.       | 222  |
|      |                                 |                        | 1   | 1   | 2   | 2   | 3   | 3   | 3   | 4   | 4   | 4   | 5   | 5   | 5   | 6   | 6   | 6   |     |     |     |     |     |     |     |     |     |     |     |     |     |     |          |      |
| 2020 | Cyan Racing Lynk & Co           | Lynk & Co 03 TCR       | BEL | BEL | GER | GER | SVK | SVK | SVK | HUN | HUN | HUN | ESP | ESP | ESP | ARA | ARA | ARA |     |     |     |     |     |     |     |     |     |     |     |     |     |     | 1.       | 234  |
| 2020 | Cyan Racing Lynk & Co           | Lynk & Co 03 TCR       | 71  | 12  | 3   | 12  | 9   | 7   | 11  | 2   | 1   | 8   | 11  | 6   | 12  | 6   | 6   | 2   |     |     |     |     |     |     |     |     |     |     |     |     |     |     | 1.       | 234  |
|      |                                 |                        | 1   | 1   | 2   | 2   | 3   | 3   | 4   | 4   | 5   | 5   | 6   | 6   | 7   | 7   | 8   | 8   | 9   | 9   |     |     |     |     |     |     |     |     |     |     |     |     |          |      |
| 2021 | Cyan Racing Lynk & Co           | Lynk & Co 03 TCR       | GER | GER | POR | POR | ESP | ESP | HUN | HUN | CZE | CZE | FRA | FRA | ITA | ITA | RUS | RUS |     |     |     |     |     |     |     |     |     |     |     |     |     |     | 1.       | 223  |
| 2021 | Cyan Racing Lynk & Co           | Lynk & Co 03 TCR       | 8   | 10  | 1   | 6   | 51  | 7   | 3   | 4   | 3   | 43  | 81  | 5   | 101 | 1   | 5   | 65  |     |     |     |     |     |     |     |     |     |     |     |     |     |     | 1.       | 223  |
| 2022 | Lynk & Co Cyan Racing           | Lynk & Co 03 TCR       | FRA | FRA | GER | GER | HUN | HUN | ESP | ESP | POR | POR | ITA | ITA | ALS | ALS | BHR | BHR | KSA | KSA |     |     |     |     |     |     |     |     |     |     |     |     | 9.       | 133  |
| 2022 | Lynk & Co Cyan Racing           | Lynk & Co 03 TCR       | 4   | 15  | T4  | T   | 2   | 6   | 54  | 5   | 2   | 8   | Ni  | Ni  | Vi  | Vi  | Vi  | Vi  | Vi  | Vi  |     |     |     |     |     |     |     |     |     |     |     |     | 9.       | 133  |

† A versenyt nem fejezte be, de helyezését értékelték, mert a versenytáv több, mint 75%-át teljesítette.

### Teljes TCR World Tour eredménysorozata
| 7 | 7 | 1 | 5 | 5 | 2 | 1 | 6 | 5 | 3 | 61 | 16 | 6 | 9 | 7 | 42 | 5 | 1 | 63 | 3 |

* A szezon jelenleg is zajlik.
† A versenyt nem fejezte be, de helyezését értékelték, mert a versenytáv több, mint 75%-át teljesítette.